# Чужая жена и муж под кроватью (фильм)
«Чужа́я жена́ и муж под крова́тью» —  советский полнометражный цветной телевизионный художественный фильм, поставленный на киностудии «Ленфильм» в 1984 году режиссёром Виталием Мельниковым по мотивам ранних рассказов Ф. М. Достоевского.

## Сюжет
Иван Андреевич, человек почтенного возраста, собирается отметить годовщину свадьбы со своей молодой женой Глафирой Петровной. Но дома он, к своему ужасу, её не застал. Приревновав супругу, Иван Андреевич кидается её искать по всему городу и наконец выслеживает Глафиру в театре, однако та успевает от него ускользнуть.
Во время представления в руки Ивана Андреевича попадает записка жены, в которой она назначила встречу неизвестному лицу, и обманутый муж спешит туда. Там он встречается с молодым человеком по фамилии Творогов. Он пытается у него выяснить, куда ушла девушка, нелепо объясняя, что он якобы друг её ревнивого мужа, который попросил его следить за ней. Творогов отвечает, что не видел её, хотя на самом деле он ждал именно Глафиру. Иван Андреевич заподозрил в лице Творогова любовника жены, а тот, в свою очередь, догадался, что перед ним стоит её муж. 
Узнав, в каком доме находилась Глафира, оба мужчины входят туда и устраивают словесную перепалку на лестничной площадке. Тут их спрашивает время какой-то незнакомец и идёт наверх. Обезумевший от ревности Иван Андреевич мчится за ним и попадает в квартиру, в которой застаёт совсем чужую женщину. Иван Андреевич собрался было уйти, как вдруг женщина засовывает его под кровать, опасаясь своего престарелого мужа.

## В ролях
- Олег Табаков — Иван Андреевич, почтенный человек, кавалер ордена Святой Анны 2-й степени
- Николай Бурляев — Творогов
- Олег Ефремов — Александр Демьянович, муж Лизы
- Марина Неёлова — Лиза
- Станислав Садальский — неизвестный под кроватью
- Марина Шиманская — Глафира Петровна, жена Ивана Андреевича
- Юрий Богатырёв — Бобыницын, певец

## Видеоиздания
На DVD — 30 сентября 2008 года[значимость факта?].